# Vingança

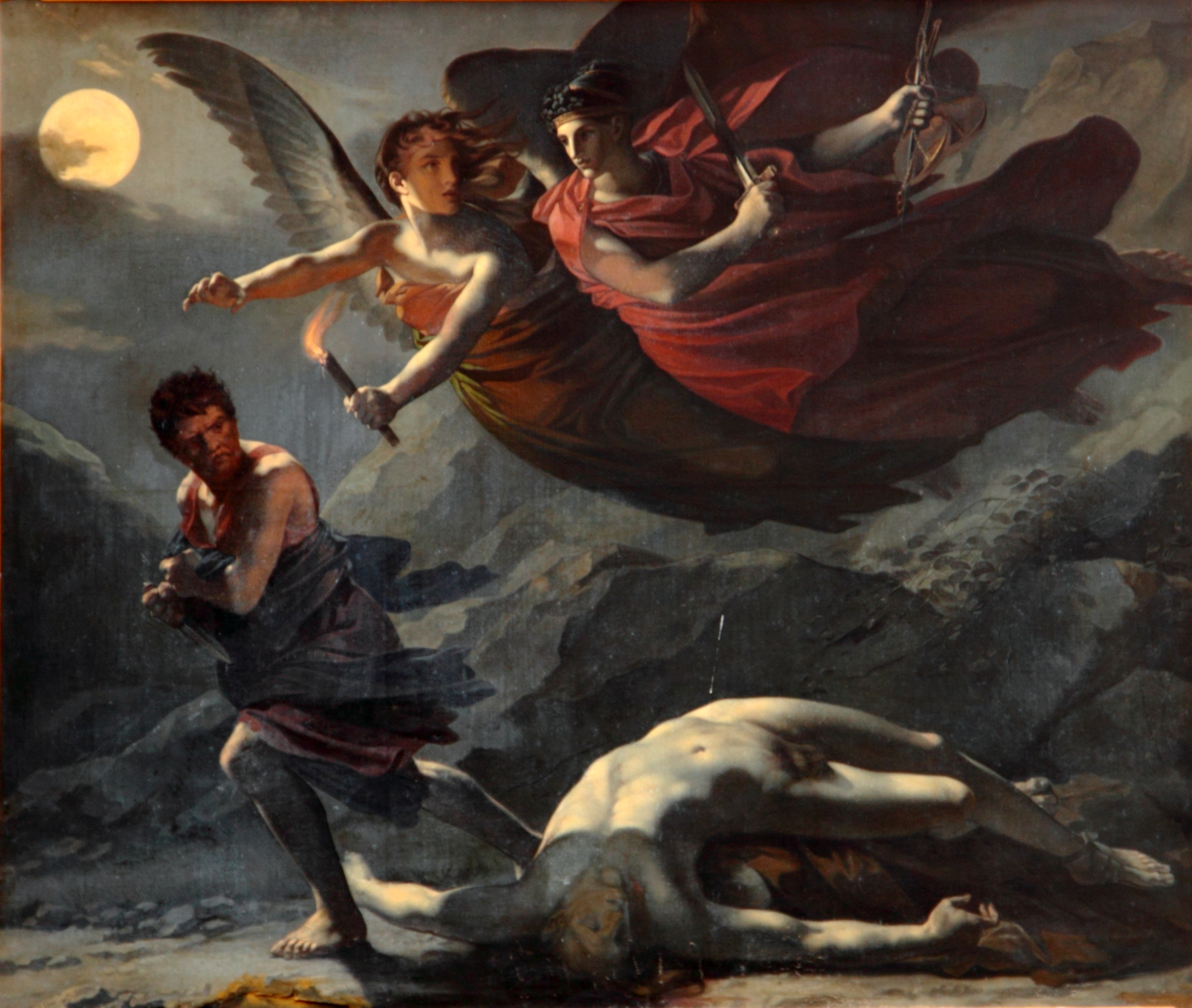
Justiça e vingança divina perseguindo o crime por Pierre-Paul Prud'hon, c. 1805–1808

Vingança é cometer uma ação prejudicial contra uma pessoa ou grupo em resposta a uma queixa, seja ela real ou percebida. Francis Bacon descreveu a vingança como uma espécie de "justiça selvagem" que "ofende a lei e a tira do cargo." A justiça primitiva ou justiça retributiva é frequentemente diferenciada de formas mais formais e refinadas de justiça, como justiça distributiva e julgamento divino.

## História

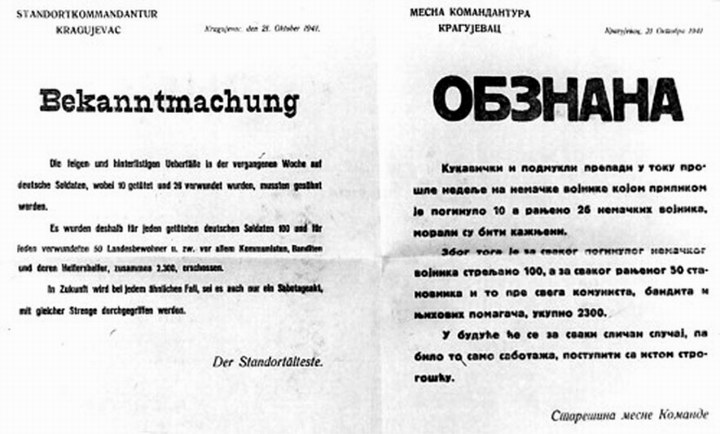
Anúncio alemão de matar 2.300 civis no massacre de Kragujevac como retaliação por dez soldados alemães mortos. Sérvia ocupada pelos nazistas, 1941

As vendetas são ciclos de provocação e retaliação, alimentados por um desejo de vingança e realizados por longos períodos de tempo por grupos familiares ou tribais. Eles eram uma parte importante de muitas sociedades pré-industriais, especialmente na região do Mediterrâneo. Eles ainda persistem em algumas áreas, principalmente na Albânia, com sua tradição de gjakmarrja ou "vingança de sangue". Durante a Idade Média, a maioria não considerava um insulto ou injúria resolvidos até que fosse vingado, ou, pelo menos, pago — daí o extenso sistema anglo-saxão de pagamentos de veregildo (literalmente, "homem-preço"), que atribuíam um certo valor monetário a certos atos de violência na tentativa de limitar a espiral de vingança codificando a responsabilidade de um malfeitor.
As vendetas de sangue ainda são praticadas em muitas partes do mundo, incluindo as regiões curdas da Turquia e em Papua-Nova Guiné.
No Japão, honrar a família, clã ou senhor através da prática de assassínio por vingança é chamado de "katakiuchi" (敵討ち). Esses assassinatos também podem envolver os parentes de um infrator. Hoje, o katakiuchi é mais frequentemente substituído por meios pacíficos, mas a vendeta continua sendo uma parte importante da cultura japonesa.

## Bases filosóficas
A ética da vingança é acaloradamente debatida na filosofia. Alguns acreditam que ela é necessária para se manter uma sociedade justa. Em algumas sociedades, se acredita que o mal infligido deve ser maior do que o mal que originou a vingança, como forma de punição. A filosofia de "olho por olho" citada no Velho Testamento da Bíblia (Êxodo 21:24) tentou limitar a retaliação, igualando-a à agressão original, para evitar uma série de ações violentas que escalassem rapidamente e saíssem do controle. Outros argumentam contra a vingança alegando que se assemelha à falácia de que "Dois erros fazem um acerto". Alguns cristãos interpretam a passagem de Paulo "A mim a vingança; a mim exercer a justiça, diz o Senhor" (Epístola aos Romanos 12:19, na versão da Bíblia Sagrada da editora Ave Maria) como significando que apenas Deus tem o direito de praticar a vingança.
Sobre as bases morais, psicológicas e culturais da vingança, a filósofa Martha Nussbaum escreveu:

O senso primitivo do justo — notadamente constante de diversas culturas antigas a instituições modernas... — começa com a noção de que a vida humana... é uma coisa vulnerável, uma coisa que pode ser invadida, ferida, violada de diversas maneiras pelas ações de outros. Para esta agressão, a única cura que parece apropriada é a contra-agressão, igualmente deliberada, igualmente grave. E, para equilibrar a balança verdadeiramente, a retribuição deve ser exatamente, estritamente proporcional à violação original. Ela difere da ação original apenas na sequência temporal e no fato de que é a sua resposta em vez da ação original — um fato frequentemente obscurecido se há uma longa sequência de ações e contra-ações.

## Psicologia social
Filósofos tendem a acreditar que punir e vingar são atividades muito diferentes:

Aquele que pune racionalmente não o faz em função da transgressão, que agora está no passado, mas em nome do futuro, de modo que a transgressão não seja repetida por ele ou por outros que o vejam sendo punido. 
De fato, Kaiser, Vick, & Major (2004) apontam:

Uma importante implicação psicológica das várias tentativas de definir vingança é que não há uma maneira objetiva de determinar se um ato é movido ou não por vingança. Vingança é um rótulo que é atribuído baseado na percepção do observador sobre o ato. A vingança é uma inferência, não importa se os indivíduos que fazem a inferência são os próprios agressores, as partes agredidas, ou terceiros. Por a vingança ser uma inferência, vários indivíduos podem discordar sobre o ato ser ou não uma vingança.
A crença na "hipótese do mundo justo" também é associada à vingança, pois o indivíduo pode se sentir motivado a procurar vingança como uma forma de restaurar a justiça.
Um crescente corpo de pesquisa revela que uma disposição vingativa está relacionada a condições ruins de saúde, como transtorno de estresse pós-traumático e morbidez psiquiátrica.

## Na arte
A vingança é um tema popular em muitas formas de arte. Alguns exemplos incluem a pintura "A vingança de Herodíade", de Juan de Flandes, e as óperas Don Giovanni e Le nozze di Figaro, de Wolfgang Amadeus Mozart. Na arte do Japão, a vingança é tema de várias xilogravuras que retratam os 47 rōnin por muitos artistas influentes e bem conhecidos, incluindo Utagawa Kuniyoshi. O dramaturgo chinês Ji Junxiang usou a vingança como tema central na sua peça "O órfão de Zhao"; ela mostra uma vingança familiar que se passa no contexto da moralidade confuciana e da estrutura social hierárquica.
A vingança tem sido um tema popular na literatura. Exemplos incluem as peças Hamlet e Otelo, o Mouro de Veneza, de William Shakespeare; as novelas O Conde de Monte Cristo, de Alexandre Dumas, e Carrie, de Stephen King; e o conto O Barril de Amontillado, de Edgar Allan Poe.

## Na internet
O surgimento da internet criou novas formas de expressão da vingança. A vingança de consumidor tem, como alvo, empresas. As empresas têm, crescentemente, sofrido com críticas desfavoráveis de consumidores na internet. Os sites de mídias sociais, como o Facebook, Twitter e YouTube, têm servido de plataforma para a vingança de consumidores. A pornografia de vingança envolve a disseminação pública de vídeos e fotos íntimas da atividade sexual de alguém com a finalidade de causar vergonha. A permissão de anonimato nos sites de pornografia de vingança encoraja esse tipo de comportamento. Muitas vezes, a postagem fornece dados pessoais da vítima, inclusive suas conexões com contas de mídia social. A origem da pornografia de vingança na internet está na criação, por Hunter Moore, em 2010, do site IsAnyoneUp, que difundia fotos de sua namorada nua.

## Em animais
Os seres humanos não são a única espécie que pratica a vingança. Animais como camelo, elefante, peixe, leão, fulica, corvo e muitas espécies de primatas (chimpanzé, Macaca, babuíno etc.) também a praticam. Os primatologistas Frans de Waal e Lesleigh Luttrellave realizaram numerosos estudos que evidenciaram a vingança em primatas. Eles observaram padrões de vingança em chimpanzés: se um chimpanzé A ajuda um chimpanzé B a derrotar um chimpanzé C, então este se sentirá inclinado a ajudar um inimigo do chimpanzé A a derrotá-lo. Os chimpanzés são uma das espécies em que mais foram notados comportamentos vingativos, devido a seu desejo por dominância. Estudos com espécies menos cognitivas, como peixes, evidenciaram que espécies menos intelectuais também exercem vingança.

## Função na sociedade
O psicólogo social Ian Mckee diz que o desejo pela manutenção do poder motiva o comportamento vingativo, como uma forma de impressionar as pessoas:

Pessoas que são mais vingativas tendem a ser aquelas mais motivadas à busca pelo poder, por autoridade e por status. Elas não querem prejudicar sua imagem.
O comportamento vingativo tem sido encontrado na maioria das sociedades humanas. Algumas sociedades encorajam a conduta vingativa. Essas sociedades encaram a honra de grupos e indivíduos como um elemento fundamental. Segundo essa lógica, ao proteger sua reputação, o vingador se sentiria como se estivesse restaurando seu estado anterior de dignidade e justiça. De acordo com Michael Ignatieff,

Vingança é um profundo desejo moral de manter a fé nos mortos, de honrar sua memória assumindo sua causa onde eles a deixaram.
Portanto, a honra pode se tornar um património cultural que passa de geração a geração. Sempre que é assumida, a família ou membros da comunidade que são afetados podem se sentir compelidos a retaliar contra o agressor para restaurar o "equilíbrio de honra" inicial. Este ciclo de honra pode se expandir ao trazer os membros familiares e a comunidade inteira da nova vítima para o novo ciclo vingativo, que pode durar gerações.